# Ройт
Ройт (рум. Roit) — село у повіті Біхор в Румунії. Входить до складу комуни Синніколау-Ромин.
Село розташоване на відстані 442 км на північний захід від Бухареста, 18 км на південний захід від Ораді, 145 км на захід від Клуж-Напоки, 140 км на північ від Тімішоари.

## Населення
За даними перепису населення 2002 року у селі проживали 668 осіб.
Національний склад населення села:
| Національність | Кількість осіб | Відсоток |
| -------------- | -------------- | -------- |
| румуни         | 453            | 67,8%    |
| цигани         | 184            | 27,5%    |
| угорці         | 19             | 2,8%     |
| українці       | 11             | 1,6%     |

Рідною мовою назвали:
| Мова      | Кількість осіб | Відсоток |
| --------- | -------------- | -------- |
| румунська | 649            | 97,2%    |
| угорська  | 17             | 2,5%     |